# حفاظت کوآلا

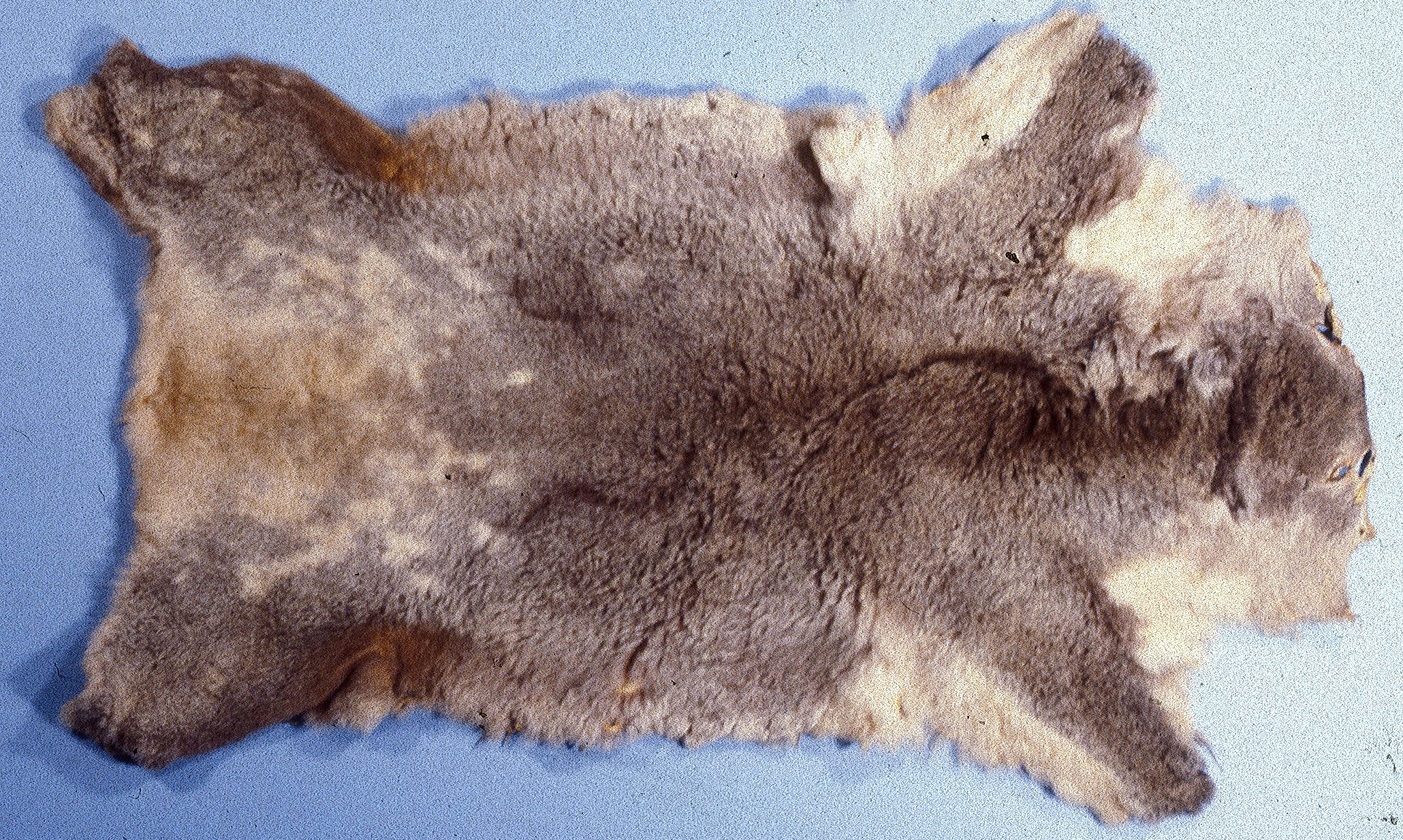
پوست کوآلا در اوایل قرن بیستم به‌طور گسترده تجارت می‌شد.

سازمان‌ها، برنامه‌ها و قوانین دولتی حفاظت از کوالا به کاهش جمعیت این گونه توجه دارند. کوالا یکی از جانوران کیسه‌دار شناخته‌شده استرالیایی است که در درختان اکالیپتوس زندگی می‌کند. دولت استرالیا در سال ۲۰۲۲ این گونه را به‌عنوان گونه‌ای در معرض انقراض اعلام کرد.
در حالی که کوآلا قبلاً در فهرست سرخ آی‌یوسی‌ان به عنوان گونهٔ با کمترین نگرانی طبقه‌بندی شده بود، در سال ۲۰۱۶ به فهرست آسیب‌پذیر ارتقا یافت. سیاست‌گذاران استرالیایی در سال ۲۰۰۹ پیشنهادی برای گنجاندن کوالا درقانون حمایت از محیط زیست و حفاظت تنوع زیستی را رد کردند. سیاست‌گذاران استرالیایی در سال ۲۰۰۹ پیشنهادی برای گنجاندن کوالا در قانون حفاظت از محیط زیست و تنوع زیستی ۱۹۹۹ را رد کردند. در سال ۲۰۱۲، دولت استرالیا جمعیت کوآلاها در کوئینزلند و نیو ساوت ولز را به دلیل کاهش ۴۰ درصدی جمعیت در اولی و کاهش ۳۳ درصدی در دومی، در فهرست آسیب‌پذیر قرار داد. گزارش صندوق جهانی طبیعت در سال ۲۰۱۷ نشان داد که در کوئینزلند ۵۳ درصد و در نیو ساوت ولز ۲۶ درصد کاهش در هر نسل رخ داده است. جمعیت کوالاها در ایالت‌های ویکتوریا و جنوب استرالیا به‌نظر می‌رسد فراوان باشد؛ اما بنیاد کوالای استرالیا استدلال می‌کند که مستثنا کردن جمعیت‌های ویکتوریا از تدابیر حفاظتی بر پایهٔ تصوری نادرست از جمعیت کل کوالاها (حدود ۲۰۰ هزار رأس) است، در حالی‌که این بنیاد باور دارد که جمعیت واقعی احتمالاً کمتر از ۱۰۰ هزار رأس است.

## تاریخچه

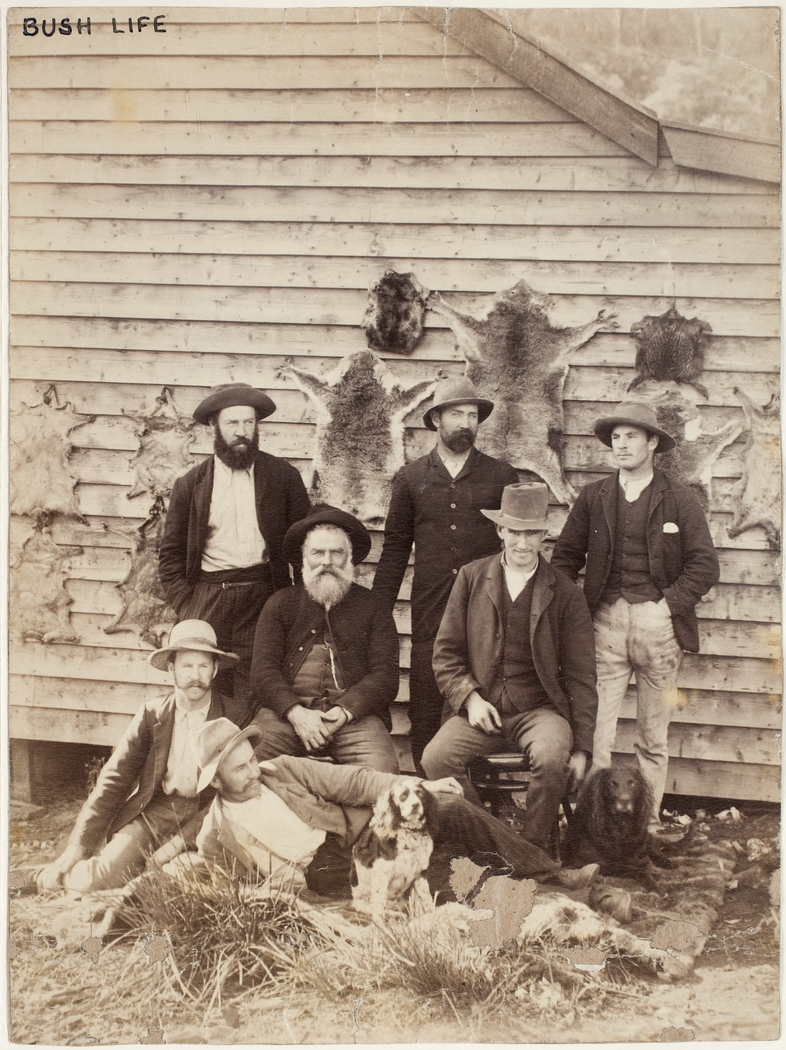
عکسی از بوشمن‌ها به همراه سگ‌هایشان در مقابل دیواری از پوست حیوانات (از جمله پوست کوآلا)، بین سال‌های ۱۸۷۰ تا ۱۹۰۰

کوالاها توسط بومیان برای غذا شکار می‌شدند. یک روش رایج برای گرفتن حیوانات، اتصال حلقه‌ای از پوست درخت به انتهای یک تیرک بلند و باریک بود، به طوری که یک حلقه سرطنابی تشکیل می‌شد. از این وسیله برای به دام انداختن حیوان در ارتفاع بالای درخت، جایی که شکارچی بالارونده به آن دسترسی نداشته باشد، استفاده می‌شد؛ حیوانی که از این طریق پایین آورده می‌شد، سپس با تبر دستی سنگی یا چوب شکار (وادی) کشته می‌شد.: 59–61  طبق رسوم برخی قبایل، کندن پوست حیوان تابو محسوب می‌شد، در حالی که قبایل دیگر سر حیوان را دارای جایگاه ویژه‌ای می‌دانستند و آن را برای دفن نگه می‌داشتند.: ۸۰–۸۱ 

کوالاها در اوایل قرن بیستم به‌شدت توسط مهاجران اروپایی شکار می‌شدند،: 121–128 عمدتاً به‌دلیل پوست ضخیم و نرم آن‌ها. پوست کوالا به‌دلیل استفاده در فرش‌های کوچک، آستر کت، دست‌گرم‌کن‌ها و تزئینات لباس‌های زنانه بسیار پرتقاضا بود.: 125 در ایالت کویینزلند در سال‌های ۱۹۱۵، ۱۹۱۷ و دوباره در ۱۹۱۹، عملیات کشتار گزینشی انجام شد که طی آن بیش از یک میلیون کوالا با تفنگ، سم و طناب شکار شدند. برآورد می‌شود که تا سال ۱۹۲۴ بیش از دو میلیون پوست کوالا از استرالیا صادر شده باشد. اعتراض عمومی به این کشتارها احتمالاً نخستین مسئلهٔ زیست‌محیطی گسترده‌ای بود که مردم استرالیا را به واکنش جمعی واداشت. ونس پالمر، رمان‌نویس و منتقد اجتماعی، در نامه‌ای به روزنامه کوریر-میل احساسات رایج مردم را چنین بیان کرد:
شلیک به خرس بومی بی‌آزار و دوست‌داشتنی ما چیزی کمتر از بربریت نیست… هیچ‌کس هرگز او را متهم به خراب کردن گندم کشاورز، خوردن علف‌های دامدار، یا حتی گسترش کاکتوس خاردار نکرده است. هیچ ناهنجاری اجتماعی‌ای وجود ندارد که بتوان آن را به او نسبت داد… او هیچ لذتی برای شکارچی ندارد… و در برخی مناطق تقریباً به‌طور کامل از میان رفته است. : 127 

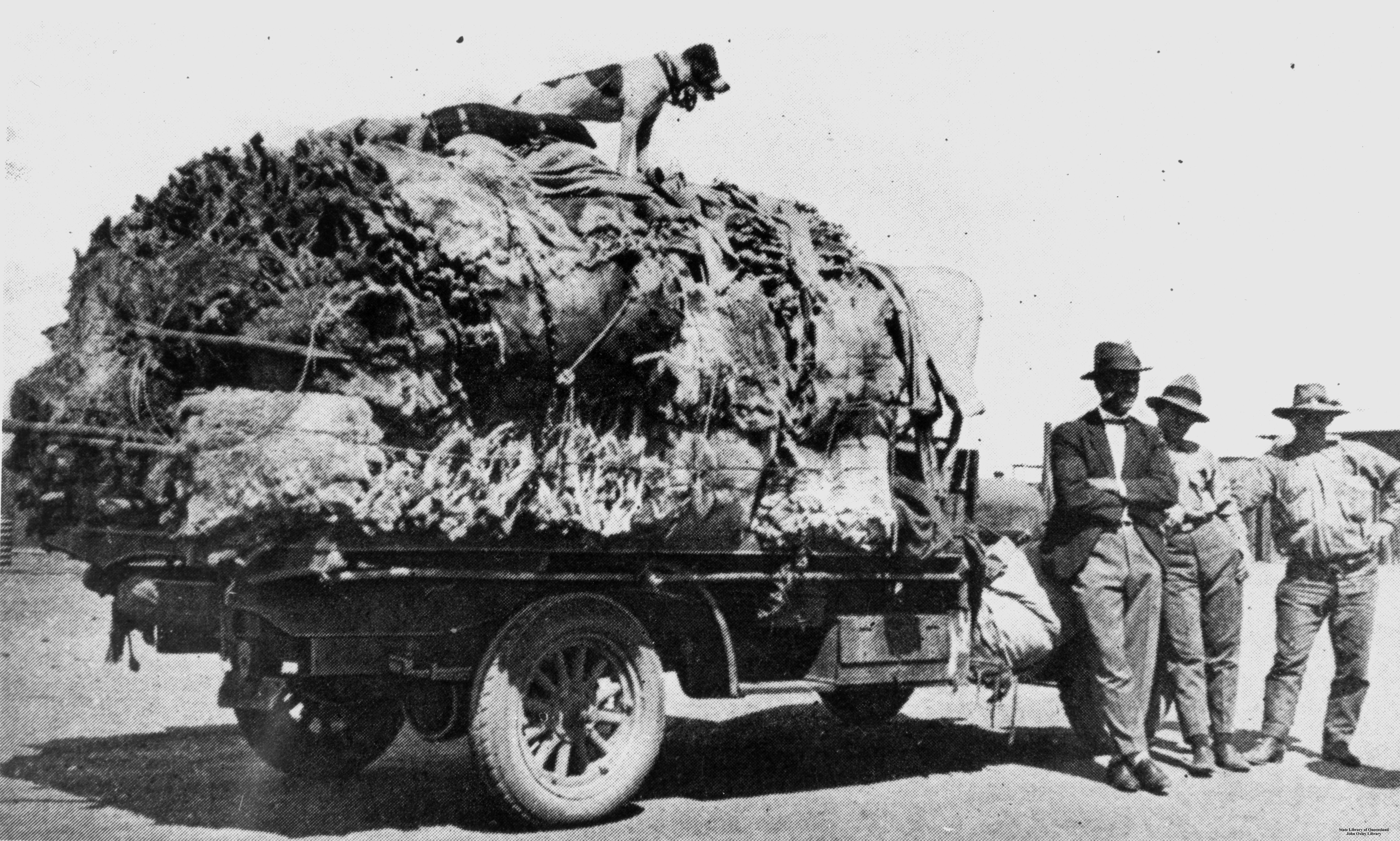
کامیونی حامل ۳۶۰۰ پوست کوآلا که در آخرین فصل شکار آزاد در کوئینزلند، ۱۹۲۷ به دام افتاده است.

با وجود جنبش رو به رشد برای حفاظت از گونه‌های بومی، فقر ناشی از خشکسالی ۱۹۲۶–۱۹۲۸ منجر به کشته شدن ۶۰۰۰۰۰ کوالای دیگر در طول یک فصل شکار آزاد یک‌ماهه در اوت ۱۹۲۷ شد. در سال ۱۹۳۴، فردریک لوئیس، بازرس ارشد شکار در ویکتوریا، گفت که این حیوان که زمانی فراوان بود، در آن ایالت تقریباً در معرض انقراض قرار گرفته است، و این نشان می‌دهد که تنها ۵۰۰ تا ۱۰۰۰ عدد از آن باقی مانده است.: ۱۲۲ 
اولین تلاش‌های موفقیت‌آمیز برای حفاظت از این گونه با تأسیس پناهگاه کوآلاهای لون پاین در بریزبن و پناهگاه کوآلا پارک در سیدنی در دهه‌های ۱۹۲۰ و ۱۹۳۰ آغاز شد. مالک پارک دوم، نوئل برنت، اولین کسی بود که با موفقیت کوالاها را پرورش داد و به عنوان برجسته‌ترین متخصص معاصر در زمینه این کیسه‌داران شهرت یافت. : ۱۵۷–۱۵۹ در سال ۱۹۳۴، دیوید فلی، متصدی بخش پستانداران استرالیایی در باغ‌وحش ملبورن، اولین محوطه نگهداری از جانوران استرالیایی را در یک باغ‌وحش استرالیایی تأسیس کرد و کوآلا را به نمایش گذاشت. این ترتیب به او اجازه داد تا مطالعه دقیقی از رژیم غذایی آن در اسارت انجام دهد. فلی بعداً تلاش‌های حفاظتی خود را در پناهگاه هیلزویل و پارک حیات وحش دیوید فلی ادامه داد. : ۱۵۹–۱۶۱ 